# Tat'jana Proročenko
Tat'jana Vasil'evna Proročenko, coniugata Burakova (in ucraino Тетяна Василівна Пророченко-Буракова?, Tetjana Vasylivna Proročenko-Burakova, in russo Татьяна Васильевна Пророченко-Буракова?; Berdjans'k, 15 marzo 1952 – Kiev, 11 marzo 2000), è stata una velocista sovietica.

## Biografia
Nata nella RSS Ucraina, nel 1976 conquistò la medaglia di bronzo ai Giochi olimpici di Montréal nella staffetta 4×100 m, mentre nella staffetta 4×400 m ottenne la medaglia di bronzo nella Coppa del mondo 1977, la medaglia d'argento ai Campionati europei 1978 e nella Coppa del mondo 1979 e infine la medaglia d'oro alle Olimpiadi di Mosca 1980. A seguito di tale successo le venne conferito il titolo di Maestro onorario dello sport dell'Unione Sovietica e fu insignita dell'Ordine dell'Amicizia tra i popoli.
Si laureò inoltre campionessa dell'URSS nel 1976 nei 200 metri, nel 1980 nei 400 metri, nel 1978 e nel 1979 nella staffetta 4×400 m e nel 1979 e nel 1980 nella staffetta 4×200 m, specialità nella quale fissò il record mondiale con 1'30"8 nel 1979.
Conclusa la carriera, si sposò con il collega Viktor Burakov. Nel 1993 entrò nello staff tecnico della nazionale ucraina.

## Palmarès
| Anno | Manifestazione  | Sede     | Evento  | Risultato | Prestazione | Note |
| ---- | --------------- | -------- | ------- | --------- | ----------- | ---- |
| 1976 | Giochi olimpici | Montréal | 4×100 m | Bronzo    | 43"09       |      |
| 1978 | Europei         | Praga    | 4×400 m | Bronzo    | 3'22"53     |      |
| 1980 | Giochi olimpici | Mosca    | 4×400 m | Oro       | 3'20"12     |      |

## Altre competizioni internazionali
1977
- Bronzo in Coppa del mondo ( Düsseldorf), 200 m piani - 23"26
- Bronzo in Coppa del mondo ( Düsseldorf), 4×400 m - 3'27"0

1979
- Argento in Coppa del mondo ( Montréal), 4×400 m - 3'23"04